# Jeffery Deaver
Jeffery Deaver (Glen Ellyn, 6 maggio 1950) è uno scrittore statunitense.
Prolifico autore internazionale di best seller, in particolare romanzi gialli e thriller, i suoi libri sono stati venduti in 150 paesi in tutto il mondo e tradotti in 25 lingue diverse.
Dal suo romanzo Il collezionista di ossa è stato tratto l'omonimo film del 1999 con Denzel Washington e Angelina Jolie.

## Biografia

### Gli inizi
Nato nella città di Glen Ellyn, vicino a Chicago, il 6 maggio 1950, suo padre ha lavorato principalmente come copywriter di annunci pubblicitari, mentre sua madre era casalinga.
Con un bachelor di giornalismo dell'University of Missouri, Deaver ha mosso i primi passi nella carriera giornalistica scrivendo per alcune riviste di genere, quindi si è iscritto alla prestigiosa Fordham University di New York per ottenere le licenze necessarie a diventare un corrispondente legale per il New York Times o il Wall Street Journal.
Ha esercitato l'avvocatura nell'ambito della corporate law.
A partire dal 1990 ha cominciato a scrivere a tempo pieno.

### La carriera
Ha iniziato a farsi notare come scrittore di romanzi thriller alla fine degli anni 90, grazie all' Ellery Queen Readers Award for Best Short Story of the Year del 1997 per il racconto Secondo giudizio (cui seguirà il premio del 2002 per La vita senza Jonathan) e alle prime nomination all'Edgar Award.
Il successo internazionale arriva con Il collezionista di ossa con cui nel 1999 vince il Premio Nero Wolfe. È il primo romanzo del ciclo del criminologo tetraplegico Lincoln Rhyme e ne è stato tratto l'omonimo film di Phillip Noyce del 1999, nonché la serie televisiva Lincoln Rhyme - Caccia al collezionista di ossa del 2020.
Il terzo romanzo del ciclo, La sedia vuota, vince invece il WH Smith Thumping Good Read Award nel 2001.
Altri suoi romanzi trasposti come film TV sono Il silenzio dei rapiti (che diventa Ostaggi del silenzio, del 1997) e La lacrima del diavolo (con lo stesso titolo, del 2010).
La Crime Writers Association lo premia con lo Ian Fleming Steel Dagger Award nel 2004  per il romanzo Il giardino delle belve e con lo Short Story Dagger Award per diversi racconti.
Nel 2009, il suo romanzo I corpi lasciati indietro vince il Best Thriller of the Year della International Thriller Writers Association, per i cui Thriller Awards riceve anche diverse altre nomination.

Scrive, in collaborazione con altri 14 famosi autori di thriller, l'audiolibro Il manoscritto di Chopin, letto da Alfred Molina e diffuso da audible.com, che ha vinto l'Audie Award for Audiobook of the Year per il 2008. 
L'idea viene ripresa nel 2009 con Il braccialetto di rame, in cui di nuovo Deaver scrive il primo e l'ultimo capitolo, mentre altri 15 famosi autori scrivono ciascuno uno dei capitoli intermedi. 
L'Audie Award per il Best Original Audiobook è vinto anche, nel 2016, dal terzo audiolibro della serie di Harold Middleton, The Starling Project, scritto dal solo Deaver nel 2014.
Jeffery Deaver ha inoltre raccolto il testimone di Sebastian Faulks entrando a far parte della schiera degli autori delle avventure dell'agente James Bond 007. È il secondo americano a cimentarsi nell'impresa dopo Raymond Benson. Il romanzo esce in Italia il 25 maggio 2011, tre giorni prima dell'anniversario della nascita di Ian Fleming (28 maggio 1908), con il titolo di Carta bianca. Grazie a questo libro, il 26 marzo 2012 Deaver vince il Japan Adventure Fiction Association Prize per il miglior romanzo straniero, come già avvenuto nel 2007 per il suo romanzo La luna fredda.
Nel 2013 scrive il romanzo October list in cui i capitoli vengono presentati in ordine cronologico inverso: il libro inizia con il capitolo 36 (Domenica, ore 18:30) e si conclude con il capitolo 1 (Venerdì, ore 8:20).
Nel 2014 vince il Premio Raymond Chandler assegnato dal Noir in Festival.
Riceve un Lifetime Achievement Award dalla Bouchercon World Mystery Convention nel 2014 
e da The Strand Magazine nel 2016.
Diversi suoi racconti e romanzi ricevono una nomination, rispettivamente come Best Short Story e Best Paperback Original, agli Edgar Award della Mystery Writers of America. L'organizzazione lo ha eletto presidente nel 2017 e 2018 e nominato Grand Master nel 2021.
Dal suo romanzo Il gioco del mai è tratta la serie TV del 2023 Tracker (annunciata in precedenza come The Never Game), con protagonista Justin Hartley.

## Opere

### Ciclo di Rune
1. Nero a Manhattan (Manhattan Is My Beat, 1988), Rizzoli, 2009. ISBN 978-88-17-02933-9
2. Requiem per una pornostar (Death Of A Blue Movie Star, 1990), Rizzoli, 2010. ISBN 978-88-17-04554-4
3. Hard news (Hard News, 1992), Rizzoli, 2015. ISBN 88-17-08025-X

### Ciclo di John Pellam
1. Sotto terra (Shallow Graves, 1992), Sonzogno, 2006. ISBN 88-454-1310-1
2. Fiume di sangue (Bloody River Blues, 1993), Sonzogno, 2007. ISBN 88-454-1375-6
3. L'ultimo copione di John Pellam (Hell's Kitchen, 2001), Sonzogno, 2007. ISBN 88-454-1436-1
4. Paradice (Paradice, 2013), racconto, in Menti pericolose, Rizzoli, 2016. ISBN 978-88-17-09779-6

### Ciclo di Lincoln Rhyme e Amelia Sachs
1. Il collezionista di ossa (The Bone Collector, 1997), Sonzogno, 1998 - BUR, 2002. ISBN 88-454-2261-5
2. Lo scheletro che balla (The Coffin Dancer, 1998), Sonzogno, 1999 - BUR, 2003. ISBN 88-454-2427-8
3. La sedia vuota (The Empty Chair, 2000), Sonzogno, 2000 - BUR, 2004. ISBN 88-454-1168-0
4. La scimmia di pietra (The Stone Monkey, 2002), Sonzogno, 2002 - BUR, 2006. ISBN 88-454-2253-4
5. L'uomo scomparso (The Vanished Man, 2003), Sonzogno, 2003 - BUR, 2007. ISBN 88-454-2418-9
6. Il regalo di Natale (The Christmas Present, 2003), racconto, in Spirali,  Sonzogno, 2004. ISBN 88-454-1196-6
7. La dodicesima carta (The Twelfth Card, 2005), Sonzogno, 2005 - BUR, 2008. ISBN 88-454-1245-8
8. La Luna fredda (The Cold Moon, 2006), Sonzogno, 2006 - BUR, 2009. ISBN 88-454-1337-3
9. Il principio di Locard (Locard's Principle, 2006), racconto, in La notte della paura, Rizzoli, 2008. ISBN 978-88-17-03463-0
10. La finestra rotta (The Broken Window, 2008), Rizzoli, 2008 - BUR, 2009. ISBN 978-88-17-03130-1
11. Il filo che brucia (The Burning Wire, 2010), Rizzoli, 2010. ISBN 978-88-17-04076-1
12. Un caso da manuale (A textbook case, 2013), racconto, in Menti pericolose, Rizzoli, 2016. ISBN 978-88-17-09779-6
13. La stanza della morte (The Kill Room, 2013), Rizzoli, 2013. ISBN 978-88-17-06617-4
14. (Rhymes with Prey, 2014), racconto, scritto con John Sandford.
15. L'ombra del collezionista (The Skin Collector, 2014), Rizzoli, 2014. ISBN 978-88-17-07746-0
16. Il re dei morti (The Deliveryman, 2016), racconto, Rizzoli, 2018. ISBN 978-88-17-09278-4
17. Il bacio d'acciaio (The Steel Kiss, 2016), Rizzoli, 2016. ISBN 978-88-17-09310-1
18. Il valzer dell'impiccato (The Burial Hour, 2017), Rizzoli, 2017. ISBN 978-88-17-10147-9
19. Il taglio di Dio (The Cutting Edge, 2018), Rizzoli, 2018. ISBN 978-88-17-14163-5
20. Promesse (due racconti: Vows, 2019 e Where the Evidence Lies, 2016), RCS MediaGroup, 2019. ISBN 978-88-282-0261-5
21. Il visitatore notturno (The Midnight Lock, 2021), Rizzoli, 2021. ISBN 9788817160148 / 9788831805469
22. A perfect plan, 2021, ISBN 9780593422014, racconto.
23. La mano dell'Orologiaio, (The Watchmaker's Hand, 2023), Rizzoli, 2024. ISBN 9788817186544 / 9788831816687

### Ciclo di Kathryn Dance
1. La bambola che dorme (The Sleeping Doll, 2007), Sonzogno, 2007 - BUR, 2009. ISBN 88-454-1404-3
2. La strada delle croci (Roadside Crosses, 2009), Rizzoli, 2009. ISBN 88-17-03681-1
3. Sarò la tua ombra (XO, 2012), Rizzoli, 2012. ISBN 978-88-17-06102-5
4. In fretta (Fast, 2013), racconto, in Menti pericolose, Rizzoli, 2016. ISBN 978-88-17-09779-6
5. Solitude Creek (Solitude Creek, 2015), Rizzoli, 2015. ISBN 978-88-17-08813-8

### Ciclo di Colter Shaw
1. Il gioco del mai (The never game, 2019), Rizzoli, 2019. ISBN 978-88-17-14931-0
2. Verità imperfette (due racconti: Captivated, 2019, e The second hostage, 2020), Rizzoli, 2020. ISBN 8817149845
3. Gli Eletti (The Goodbye Man, 2020), Rizzoli, 2020. ISBN 978-88-17-14949-5
4. La mappa nera (The Final Twist, 2021), Rizzoli, 2022. ISBN 978-88-17-15818-3
5. (Forgotten, 2021 - G.P. Putnam's Sons New York, 2021. 978-05-93419526), racconto.
6. (The Deadline Clock, 2022), racconto.
7. Tempo di caccia (Hunting Time, 2022), Rizzoli, 2023.
8. Più in là del nulla (South of Nowhere, 2025) Rizzoli, 2025.

### James Bond 007
- Carta bianca (Carte Blanche, 2011), Rizzoli, 2011. ISBN 978-88-17-06041-7

### Altri romanzi
- La consulente (Mistress of Justice, 1992), Rizzoli, 2012. ISBN 978-88-17-05603-8
- L'uomo del Sole (The Lesson of Her Death, 1993), Rizzoli, 2013. ISBN 978-88-17-06438-5
- Pietà per gli insonni (Praying For Sleep, 1993), Baldini & Castoldi, 1994 - Sonzogno, 1999 - BUR, 2002. ISBN 88-454-2319-0
- Il silenzio dei rapiti (A Maiden's Grave, 1995) Sonzogno, 1999 - BUR, 2000. ISBN 88-454-2003-5
- La lacrima del diavolo (The Devil's Teardrop, 1999), Sonzogno, 1999 - BUR, 2001. ISBN 88-454-2157-0
- La figlia sbagliata (Speaking In Tongues, 2000), Rizzoli, 2010. ISBN 978-88-17-04370-0
- Profondo Blu (The Blue Nowhere, 2001), Sonzogno, 2001 - BUR, 2009. ISBN 88-454-2149-X
- Il giardino delle belve (Garden Of Beasts, 2004), Sonzogno, 2004 - BUR, 2008. ISBN 88-454-1155-9
- I corpi lasciati indietro (The Bodies Left Behind, 2008), Rizzoli, 2009. ISBN 978-88-17-04138-6
- L'addestratore (Edge, 2010), Rizzoli, 2011. ISBN 978-88-17-05100-2
- October list (The October List, 2013), Rizzoli, 2014. ISBN 978-88-17-08069-9
- Jeffery Deaver e Isabella Maldonado, Fatal intrusion (Fatal intrusion, 2024), Longanesi, 2025, ISBN 9788830462793

### Antologie
- Spirali - 16 racconti di cui 1 con Lincoln Rhyme (Twisted, 2003), Sonzogno, 2004. ISBN 88-454-1196-6
- La notte della paura - 16 racconti di cui 1 con Lincoln Rhyme (More Twisted, 2006), Rizzoli, 2008. ISBN 978-88-17-02578-2
- Menti pericolose - 12 racconti di cui 1 con Lincoln Rhyme, 1 con Kathryn Dance e 1 con John Pellam (Trouble in Mind, 2014), Rizzoli, 2016. ISBN 978-88-17-09779-6, eISBN 978-88-58-68613-3

### Altri racconti
- The First Day Of School, 2002, pubblicato on line. The First Day Of School - Jeffery Deaver
- Nothing but Net, contenuto in Murder at the Foul Line, Mystery Press, 2006
- Insieme per sempre (Forever), in Deviazioni (Transgressions, 2005), Sonzogno, 2007. ISBN 978-88-454-1371-1
- The sequel, 2016
- Double Cross, 2017
- Surprise ending, 2017
- The victim's club, Amazon Original Stories, 2018, e-book, ISBN 9781542097758
- Ninth & Nowhere, 2019
- Verona, 2019
- Buried, 2020
- The debriefing, 2020
- Turning point, 2021
- Cause of death, 2021
- Un Sacrificio Accettabile, 2022

### Album musicali
I testi delle 11 canzoni scritte per il romanzo Sarò la tua ombra sono stati musicati da Clay Stafford e Ken Landers e cantati da Treva Blomquist in:
- XO The Album (American Blackguard Records, 2012)

### Altri lavori
- The Complete Law School Companion: How to Excel at America's Most Demanding Post-Graduate Curriculum, 1992.
- Introduzione all'edizione Oxford World's Classics del Frankenstein di Mary Shelley (2001).
- Saggio sulla genesi del personaggio di Lincoln Rhyme, in The lineup - The World's Greatest Crime Writers Tell the Inside Story of Their Greatest Detectives a cura di Otto Penzler, Hachette Book Group, 2009. ISBN 978-0-316-07182-6
- Poe in G minor, saggio su Edgar Allan Poe, in The shadow of the master a cura di Michael Connelly (Harper Collins, 2009).
- No Rest for the Dead, romanzo scritto con altri venticinque autori bestseller del New York Time (2011).
- Saggio sul racconto The Executioners di John D. MacDonald, nell'antologia Books To Die For (2012).
- Il manoscritto di Chopin, trascrizione di un Audiobook del 2007, un thriller scritto insieme ad altri quattordici autori[N 4] (The Chopin manuscript, 2009), Rizzoli, 2015. ISBN 978-88-17-07627-2
- Il braccialetto di rame, trascrizione di un Audiobook del 2009, un thriller scritto insieme ad altri quindici autori[N 5] (The Copper Bracelet in Whatchlist, 2010), Rizzoli, 2016. ISBN 978-88-17-08545-8
- The Starling Project - vincitore del premio "Audie Award for Best Original Audiobook 2016", Audible, 2014.
- L’incidente del 10 novembre (The Incident of 10 November, 2016), in Ombre - racconti ispirati ai dipinti di Edward Hopper, Einaudi, 2017. ISBN 978-8806230661
- The Death Of Reading, poesia (pubblicata on line, 2018 The Death of Reading - Jeffery Deaver).
- The Unsettling Series - tre audiolibri Audible Original Series (2021): The Intruder, Stay Tuned e Date Night.
- Always Oultine, saggio, nel manuale How to Write A Mystery di settanta scrittori di successo (Mystery Writers of America, 2021).

## Come curatore
- Suspense - I più bei racconti gialli degli ultimi cento anni (A Century Of Great Suspense Stories, 2002), Rizzoli, 2004. ISBN 88-17-02286-1
- A Hot And Sultry Night For Crime, include il suo racconto Nine-Eight Point Six (Mystery Writers of America, 2003)
- Notti senza sonno - Le migliori 20 storie noir, thriller e gialle dell'anno (The Best American Mystery Stories, 2009) Rizzoli, 2010. ISBN 978-88-17-03371-8
- Ice Cold - Tales of Intrigue from the Cold War, con Raymond Benson, include il suo racconto Comrade 35 (Grand Central Publishing, 2014 - ISBN 978-1-4555-2072-5)
- Nothing Good Happens After Midnight, a Suspense Magazine Anthology, include il suo racconto A Creative Defense (Suspense Publishing, 2020)

### Approfondimenti
1. 1 2  Nomination agli Edgar Awards: Best Paperback Original 1990 per Nero a Manhattan, Best Short Story 1998 per The Kneeling Soldier, Best Short Story 2000 per Triangle,  Best Paperback Original 2002 per L'ultimo copione di John Pellam, Best Short Story 2006 per Born Bad, Best Short Story 2011 per The Plot, Best Short Story 2018 per Hard to Get.
2. ↑  Premi Short Story Dagger: 2004 per L'uomo del Weekend, 2010 per L'arma, 2014 per Riconciliazione, 2015 per Rhymes With Prey (a quattro mani con John Sandford), 2020 per The Bully.
3. ↑  Nomination ai Thriller Awards: Best Short Story 2019 per The Victims Club, Best Short Story 2016 per Repressed, Best Hardcover Novel 2011 per L'addestratore, Best Thriller of the Year 2009 per La finestra rotta.
4. 1 2  Nell'ordine dei capitoli, gli autori dell'audiolibro Il manoscritto di Chopin sono David Hewson, James Grady, S. J. Rozan, Erica Spindler, John Ramsey Miller, David Corbett, John Gilstrap, Joseph Finder, Jim Fusilli, Peter Spiegelman, Ralph Pezzullo, Lisa Scottoline, P. J. Parrish e Lee Child.
5. 1 2  Nell'ordine dei capitoli, gli autori dell'audiolibro Il braccialetto di rame sono Gayle Lynds, David Hewson, Jim Fusilli, John Gilstrap, Joseph Finder, Lisa Scottoline, David Corbett, Linda Barnes, Jenny Siler, David Liss, P.J. Parrish, Brett Battles, Lee Child, Jon Land e James Phelan.

### Fonti
1. ↑  (EN) Jeffery Deaver, Translations, su JefferyDeaver.com. URL consultato il 3 gennaio 2023.
2. ↑  (EN) Imdb, su imdb.com. URL consultato il 3 gennaio 2023.
3. ↑  (EN) Q&A With Jeffery Deaver, su jefferydeaver.com. URL consultato il 3 gennaio 2023.
4. ↑   Francesco Colò, Jeffery Deaver: biografia, su thrillercafe.it. URL consultato il 3 gennaio 2023.
5. ↑  (EN) Readers Awards, su elleryqueenmysterymagazine.com, Ellery Queen's Mystery Magazine. URL consultato il 3 gennaio 2023.
6. ↑  (EN) The Nero Award Winners - Chronological, su nerowolfe.org, The Wolfe Pack. URL consultato il 3 gennaio 2023.
7. ↑  (EN) Jeffery Deaver - Internet Movies Database, su imdb.com.
8. ↑  (EN) Emma Yates, Jeffery Deaver declared a Thumping Good Read, su theguardian.com, The Guardian, 12 luglio 2001. URL consultato il 3 gennaio 2023.
9. ↑  (EN) Search CWA Past winners: Jeffery Deaver, su thecwa.co.uk, The Crime Writers'Association. URL consultato il 3 gennaio 2023.
10. ↑   Giuseppe Pastore, Jeffery Deaver vince il Thriller Award 2009, su thrillercafe.it, 22 luglio 2009. URL consultato il 3 gennaio 2023.
11. ↑  (EN) ITW Thriller Awards, su thrillerwriters.org, International Thriller Writers. URL consultato il 3 gennaio 2023.
12. ↑  (EN) 2008 Audie Awards, su audiopub.org. URL consultato il 3 gennaio 2023 (archiviato dall'url originale il 26 agosto 2022).
13. ↑  (EN) audiopub.org,  https://web.archive.org/web/20160623223709/https://www.audiopub.org/winners/2016-winners-circle. URL consultato il 3 gennaio 2023 (archiviato dall'url originale il 23 giugno 2016).
14. ↑   Sito ufficiale del nuovo romanzo di James Bond 007, su 007carteblanche.co.uk. URL consultato il 18 gennaio 2011 (archiviato dall'url originale il 27 dicembre 2012).
15. ↑  (EN) The Japan Adventure Fiction Association Prizes, su crimefordinner.wordpress.com. URL consultato il 3 gennaio 2023.
16. ↑   Raymond Chandler Award, su noirfest.com. URL consultato il 3 gennaio 2023.
17. ↑  (EN) Bouchercon World Mystery Convention : Home, su bouchercon.info. URL consultato il 3 gennaio 2023 (archiviato dall'url originale il 12 gennaio 2013).
18. ↑  (EN) Strand Critics Awards: (...) Jeffery Deaver and Colin Dexter Honored, su strandmag.com, 17 luglio 2016. URL consultato il 3 gennaio 2023.
19. ↑  (EN) Edgar Awards Category List - Best Short Story, su edgarawards.com. URL consultato il 3 gennaio 2023.
20. ↑  (EN) Edgar Awards Category List - Best Paperback Original, su edgarawards.com. URL consultato il 3 gennaio 2023.
21. ↑  (EN) MWA Presidents, su mysterywriters.org. URL consultato il 3 gennaio 2023.
22. ↑  (EN) MWA Announces 2021 Grand Master and Raven Award Honorees, su mysterywriters.org. URL consultato il 3 gennaio 2023.
23. ↑  (EN) Jane Davis, CBS Changes Name Of Justin Hartley Drama 'The Never Game' To 'Tracker', su Jeffery Deaver, 15 marzo 2023. URL consultato il 5 novembre 2024.
24. ↑  (EN) Sito di XO The Album, su jefferydeaverxomusic.com.